# Матієшин Іван Семенович
Іва́н Семе́нович Матіє́шин  (21 травня 1951, селище Пасьва, Архангельської обл., РРФСР — 1 квітня 2013) — український благодійник та політичний діяч. Академік Української нафтогазової академії. Президент гандбольного клубу «Динамо-Полтава».

## Біографія

### Ранні роки
Батьків Івана Матієшина ще дітьми разом із сім'ями було вивезено з Тернопільської області до районів Крайньої Півночі. Тато та мама Івана Семеновича познайомились саме на Півночі, одружились і народили шістьох дітей. Іван був найстаршою дитиною в сім'ї.
У 1961 році під час «відлиги» батьки Івана Матієшина скористались можливістю повернутись на Батьківщину. Сім'я повернулася до рідного села Пилатківці Борщівського району, що на Тернопільщині.
В 1966 році вступив до Дрогобицького нафтового технікуму  на спеціальність «Буріння нафтових і газових свердловин». Після закінчення технікуму в 1971 році за направленням поїхав працювати до Тюменської області.
З 1971 року Іван Матієшин працює в Тюменській області за фахом. Його кар'єра склалась у двох містах — Нафтоюганську та Нягані. У 1977 році отримав диплом гірничого інженера, заочно закінчивши Івано-Франківський інститут нафти і газу. Після отримання диплому вибрав замість розподілу до науково-дослідного інституту роботу на Крайній Півночі.
У 1998 році створив сервісне підприємство "Нафтову Компанію «Красноленінськнафтогаз». Назва компанії походить від геологічної структури — Красноленінськ. З початку заснування компанія займається наданням сервісних послуг з будівництва і обслуговування нафтових та газових родовищ.

## Благодійність
У 2008 році Іван Матієшин заснував благодійний фонд «Україна — Свята Родина», діяльність якого спрямована на відродження українських культурних цінностей та підтримку молодих фахівців у різних галузях науки. Активно підтримував організації освіти, культури, спорту Ханти-Мансийського автономного округу.
Був з 2011 року президентом гандбольного клубу «Динамо-Полтава», після смерті Івана Матієшина клуб припинив своє існування.
Відродив кінний завод «Авангард» у Пирятинському районі, створив там школу верхової їзди для дітей, та реабілітаційний центр для дітей хворих на церебральний параліч.
У серпні 2008 року Іван Матієшин розпочав будівництво храму Різдва Пресвятої Богородиці в с. Горбанівка Полтавської області. Прекрасний храмовий комплекс на сьогодні майже завершений. На території храму і знайшов свій останній спочинок його фундатор і будівничий.

## Політична кар'єра
В березні 2010 року Івана Матієшина було обрано Головою Політичного об'єднання «Рідна Вітчизна».

## Особисте життя
Був одружений, мав дорослого сина.

## Хобі
Захоплювався футболом, шахами і великим тенісом, почав опановувати гірські лижі. Коли мав можливість — виїжджав з друзями на риболовлю.

## Нагороди
За роки роботи нагороджений багатьма дипломами та відзнаками:
- медаль «За освоєння надр Тюменської області»;
- Золота відзнака Українського союзу промисловців і підприємців;
- Національна премія престижу «Особистість року»;
- Почесна нагорода «Свята Софія».